# Dianthus laricifolius subsp. marizii
Dianthus laricifolius subsp. marizii é uma subespécie de planta com flor pertencente à família Caryophyllaceae. 
A autoridade científica da subespécie é (Samp.) Franco, tendo sido publicada em Annales Botanici Fennici 23: 91. 1986.

## Portugal
Trata-se de uma subespécie presente no território português, nomeadamente em Portugal Continental.
Em termos de naturalidade é endémica da região atrás referida.

## Protecção
Encontra-se protegida por legislação portuguesa ou da Comunidade Europeia, nomeadamente pelo Anexo II e IV da Directiva Habitats.